# دانشگاه اب
دانشگاه اب (به عربی: جامعة إب) در سال ۱۹۹۶ در شهر اب به عنوان یک دانشگاه رسمی تأسیس شد.

## دانشکده‌ها
دانشگاه دارای ۸ دانشکده به شرح زیر می‌باشد:
- کالج آموزشی در اب
- کالج آموزشی در الندریا
- دانشکده بازرگانی و علوم اداری
- دانشکده هنر
- دانشکده علوم
- دانشکده دندان‌پزشکی
- دانشکده مهندسی و معماری
- دانشکده کشاورزی و  دامپزشکی

## منبع
مشارکت‌کنندگان ویکی‌پدیا. «Ibb University». در دانشنامهٔ ویکی‌پدیای انگلیسی، بازبینی‌شده در ۱۹ فروردین ۱۳۹۰.